# 53 (عدد)
53 (الثلاثة والخمسين) هو عدد صحيح  يلي العدد 52 ويسبق العدد 54 وهو عدد طبيعي موجب.